# Chiesa rupestre di San Gregorio (Mottola)
La chiesa rupestre di San Gregorio è un edificio di culto rupestre che sorge a Mottola, in provincia di Taranto, in Puglia. 
Essa è ubicata nella contrada omonima, dalla quale prende il nome, in una leggera depressione a circa un kilometro dal centro abitato. La chiesa è una delle quattro chiese rupestri mottolesi note come "Grotte di Dio" espressione coniata dal fortunato articolo pubblicato nel 1987 dalla rivista Bell'Italia.

## Eponimo della chiesa
La chiesa, per via dell'assenza di documentazione storica e della sua poca notorietà sino alla fine del Novecento, ha ricevuto numerosi eponimi nella storia recente, fattore che può generare varie incomprensioni.
Una presunta prima attestazione ufficiale si avrebbe in un documento del 1424 nel quale la chiesa rupestre sarebbe intitolata a "Santa Maria della Maurissa" e avrebbe avuto come cantore il futuro vescovo di Castellaneta Bartolomeo Di Stefano, tuttavia tale notizia non è stata né corredata da fonti, né ha trovato ulteriori conferme, inoltre la datazione pare dubbia dato che proprio il 27 ottobre 1424 avvenne l'elezione al vescovado di Di Stefano.
La tradizione popolare contadina della zona invece ha conferito alla chiesa rupestre l'appellativo di "Madonna Nera" nel XIX secolo, probabilmente dall'iconografia del Dittico di San Bartolomeo e la Vergine presente nell'invaso. In una delle prime menzioni della chiesa nella storiografia locale è persino intitolata come "Madonna del Buon Consiglio", altro nome con cui è invece nota la vicina chiesa rupestre della Madonna degli Angeli.
Aldilà di queste estemporanee o sporadiche menzioni, ad oggi la chiesa è ufficialmente nota con l'eponimo di San Gregorio, così come appare nella denominazione comunale e nella maggior parte della letteratura del settore.

## Storia
La chiesa è stata porta alla luce solo dopo una campagna di scavi nel 1972, in quanto risultava parzialmente interrata: prima di questo momento essa era nota solo agli esperti del settore, comparendo in rare pubblicazioni. L'eponimo è in utilizzo probabilmente a partire dal XVII secolo, periodo in cui il parco di Sancto Grecorio compare in attestazioni ufficiali. Dopo l'abbandono, la chiesa è stata utilizzata come grotta di ricovero per gli animali e anche come deposito per l'attività figulina, vista l'abbondante presenza di argilla: infatti nella toponomastica popolare questa zona è tradizionalmente nota come "Le fornaci".
Nell'agosto del 1976, a seguito di alcuni lavori di ampliamento della rete fognaria della città, la chiesa fu sommersa dalle acque reflue a causa del cedimento di una parte della struttura incapace di sostenere la portata del flusso.
Tra il 2008 e il 2009 furono eseguite le prime operazioni di restauro dell'invaso e dell'area circostante. Già una delibera consiliare del 24 gennaio 1989 previde lo svolgimento di operazioni di restauro che però non iniziarono mai.

## Struttura architettonica
L'ingresso della chiesa è preceduto da un dromos scavato nella terra di riporto, che non riflette l'aspetto originale, data l'evidente elevazione del livello del terreno circostante. Questa alterazione impedisce di determinare con certezza la presenza di ipogei funerari o altri luoghi di culto nelle vicinanze. Tuttavia, la presenza di un sepolcreto è ipotizzabile per analogia con la vicina chiesa rupestre della Madonna degli Angeli e quella di San Salvatore a Giurdignano, entrambe con storie simili e anch'esse soggette a operazioni di bonifica.
L'ingresso della chiesa è costituito da una porta larga 135 cm e alta 240 cm, che probabilmente ospitava una nicchia affrescata con l'immagine del santo eponimo, ora quasi del tutto erosa. L'interno della chiesa, a pianta a croce greca inscritta e di tipo basilicale, misura circa sette metri di lunghezza e otto di larghezza. Le tre navate culminano in tre absidi semicircolari e sono separate da quattro pilastri cruciformi, realizzati mediante l'escavazione di semicolonne. Il presbiterio è rialzato di circa 40 cm rispetto al pavimento dell'aula e presenta tracce di un templon litico, probabilmente sostenuto da una struttura lignea.
Lungo il perimetro della chiesa si trovano otto archivolti e sei nicchie, oltre ai sedili litici (subsellia) alti circa 30 cm. Nella prima campata a sinistra è presente una cisterna con un'apertura quadrangolare, dove sono stati ritrovati materiali fittili e vitrei databili fino al XIV secolo, suggerendo che la chiesa fu progressivamente abbandonata oltre questo periodo.
Le tre absidi, orientate a nord, ospitano altari monolitici, di cui solo quello centrale è integro. Tra gli elementi architettonici più pregevoli vi è la scolpitura dei soffitti, che presenta diverse configurazioni: travature finte nelle campate laterali, spioventi in quelle centrali e cupole nel coro. Una delle cupole, parzialmente crollata, fu ricostruita durante o dopo l'escavazione della chiesa. La configurazione dei soffitti suggerisce che gli architetti rupestri cercavano di riprodurre le volumetrie delle chiese sub divo, con cupole e decorazioni annesse: decorazioni simili infatti si ritrovano sparse in tutto il comprensorio rupestre mottolese, tra cui la chiesa rupestre di San Nicola e quella di Masseria Tamburrello.
La data di escavazione dell'invaso è ancora dibattuta: alcuni studiosi suggeriscono che San Gregorio sia stata scavata solo in età normanna; quindi attorno al XII secolo, tuttavia è più probabile che la chiesa sia stata scavata contemporaneamente alle altre del comprensorio mottolese, tra il IX e il X secolo, per poi subire una risistemazione architettonica tra il XII e il XIII secolo. Quest'ultima datazione infatti è suggerita e suffragata dalle seguenti prove archeologiche:
- San Gregorio è confrontabile con le chiese rupestri della Madonna delle Sette Lampade e della Madonna degli Angeli data l'appartenenza allo stesso casale comprovata, non solo dalla loro attiguità, ma anche dalle somiglianze e dalle trasformazioni strutturali;[7][8]
- da un lato la chiesa rupestre della Madonna delle Sette Lampade presenta tracce di una trasformazione strutturale delle colonne incompiuta visibile dal confronto dei suoi due pilastri; dall'altro la chiesa rupestre della Madonna degli Angeli non ha subito questa modificazione poiché probabilmente ospitava degli affreschi sui pilastri a differenza delle sue “sorelle”;[8]
- nelle chiese sub divo pugliesi il pilastro cruciforme non è presente prima del XII secolo;[8]
- i materiali fittili e vitrei rinvenuti nella cisterna della chiesa appartengono ad un periodo compreso tra il X e XIV secolo, dunque potrebbero appartenere anche a prima dell’XI-XII secolo;[8][9]
- la chiesa rupestre di San Salvatore a Giurdignano, similissima nella struttura, è datata attorno al IX secolo.[8]

## Arredo pittorico
L'arredo pittorico della chiesa rupestre si caratterizza per la presenza di tre affreschi, presumibilmente realizzati dal medesimo artista o da una squadra di frescanti operanti insieme. Questa ipotesi è sostenuta dall'analisi cromatica, dalla composizione delle figure, dai drappeggi degli abiti e da alcune caratteristiche anatomiche ricorrenti.
I tre affreschi principali si trovano nel catino absidale centrale e nelle nicchie della navata destra. Essi raffigurano il Cristo Pantocratore (nell’abside), un dittico con la Vergine col Bambino e San Bartolomeo, e un San Nicola. Il Pantocratore è databile tra la fine del XII e l'inizio del XIII secolo, mentre gli altri due affreschi risalgono perlopiù alla fine del XIII o all'inizio del XIV secolo. Non è da escludere che l'arredo pittorico originario della chiesa fosse semplice e aniconico, con croci affrescate inscritte in cerchi o ovali, delle quali permangono alcune tracce sulle pareti, in particolare nella prima nicchia della navata sinistra.

### Corredo iconografico
Tra i graffiti presenti nella chiesa, spicca un nodo di Salomone sul primo pilastro a sinistra e diverse croci incise sulle pareti. Il nodo di Salomone, graffito sul fusto del pilastro, potrebbe essere un ex voto lasciato da un pellegrino.

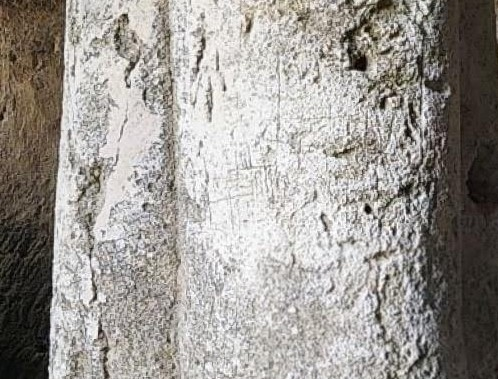
Nodo di Salomone graffito sulla colonna

L’affresco più imponente, visibile subito dopo l’ingresso nella chiesa, è il Cristo Pantocratore, situato nella calotta absidale centrale. L’affresco, che misura circa 165 cm di larghezza e 80 cm di altezza, è caratterizzato da uno sfondo bipartito, blu nella parte superiore e giallo in quella inferiore, delimitato da una cornice rossa. Il Cristo, con capelli castani lunghi e una barba biforcuta, è rappresentato con un’espressione malinconica, rivolta verso la sinistra dell'osservatore. Il Pantocratore è circondato da un'aureola crucigera perlata color ocra e accompagnata dalle iscrizioni esegetiche greche IC e XC, abbreviazioni di Gesù Cristo. La figura è ritratta a mezzo busto, con la mano sinistra che impartisce una benedizione alla greca e la destra che tiene un libro aperto. L’iscrizione nel libro, tratta dall’Apocalisse di San Giovanni, è in gran parte illeggibile a causa del tempo, ma gli appunti della prima campagna di scavi ne riportano una trascrizione, sebbene contenente diversi errori ortografici dovuti a iotacismo e altre confusioni tra le lettere greche. Si ipotizza che l'affresco nella chiesa rupestre sia stato influenzato da frescanti greco-siculi, come testimoniato dalle somiglianze stilistiche con il Pantocratore del duomo di Monreale.
Il dittico raffigurante la Vergine col Bambino e San Bartolomeo, situato nella seconda nicchia della navata destra, è un affresco palinsesto, ossia dipinto su un'opera preesistente, di cui è visibile un frammento nella parte inferiore. La Vergine è ritratta su uno scranno dorato, con una tunica azzurra e il maphorion rosso porpora, mentre il Bambino, seduto sul suo braccio destro, tiene una pergamena nella mano sinistra e benedice con la destra. Accanto alla Vergine è raffigurato San Bartolomeo, vestito con una tunica rossa e un mantello grigio-blu. Il dittico è inserito in una cornice rossa, con uno sfondo decorato da un muro di mattoni e archeggiature bianche, su cui sono dipinte lettere pseudocufiche.
Nella terza nicchia della navata destra, vicino all’ingresso, si trova un affresco acefalo di San Nicola, identificabile grazie alle scritte esegetiche: è rappresentato con una casula purpurea e l'omoforio dorato, mentre tiene il vangelo con la mano sinistra e benedice con la destra. L'affresco è incorniciato da una piccola arcata decorata con una conchiglia grigia e girali violacei.